# NRX (réacteur)
Le réacteur NRX (National Research Experimental) était un réacteur nucléaire de recherche modéré à l’eau lourde et refroidi à l’eau légère des Laboratoires de Chalk River au Canada, qui est entré en service en 1947 avec une puissance nominale nominale de 10 MW (thermique), passant à 42 MW en 1954. À l’époque de sa construction, il s’agissait de l’installation scientifique la plus coûteuse du Canada et du réacteur nucléaire de recherche le plus puissant au monde. NRX était remarquable à la fois en termes de production de chaleur et de nombre de neutrons libres qu’il générait. Lorsqu'un réacteur nucléaire tel que NRX est en fonctionnement, sa réaction nucléaire en chaîne génère de nombreux neutrons libres. À la fin des années 1940, NRX était la source de neutrons la plus intense au monde.
Le 12 décembre 1952, NRX a connu l’un des premiers accidents majeurs de réacteur au monde. Le réacteur a été mis en service le 22 juillet 1947 par le Conseil national de recherches Canada et a été repris par Énergie atomique du Canada limitée (EACL) peu de temps avant l’accident de 1952. L’accident a été nettoyé et après d'importantes réparations, le réacteur a redémarré deux ans plus tard. NRX a fonctionné pendant 45 ans, puis a fermé définitivement ses portes le 30 mars 1993. Le déclassement est en cours sur le site des Laboratoires de Chalk River.
Le NRX a succédé au premier réacteur du Canada, le ZEEP. Comme on ne s’attendait pas à ce que la durée de vie d’un réacteur de recherche soit très longue, on a commencé en 1948 à planifier la construction d’une installation qui lui succédera, le réacteur NRU (National Research Universal Reactor), qui est devenu critique en 1957.

## Conception
Un réacteur modéré à l’eau lourde est régi par deux processus principaux. Tout d’abord, l’eau lourde ralentit (modère) les neutrons produits par la fission nucléaire, ce qui augmente les chances que les neutrons provoquent d’autres réactions de fission. Deuxièmement, les barres de contrôle absorbent les neutrons et ajustent le niveau de puissance ou arrêtent le réacteur au cours d’un fonctionnement normal. L’insertion des barres de contrôle ou le retrait du modérateur d’eau lourde peut arrêter la réaction.
Le réacteur NRX comportait une "calandre", une cuve cylindrique verticale en aluminium d’un diamètre d'environ 2,5 m, et d'une hauteur de 3 mètres (9,8 pieds). Ce réservoir contenait 175 "tubes de calandre" verticaux de six centimètres de diamètre disposés selon un réseau hexagonal, et était rempli de 14 000 litres d’eau lourde et d’hélium gazeux sous faible pression pour éliminer l’air et éviter la corrosion. Le niveau d’eau lourde dans le réacteur pourrait être ajusté pour aider à régler le niveau de puissance. Dans les tubes de calandre et entourés d’air se trouvaient des éléments combustibles ou des dispositifs expérimentaux. Cette conception était un précurseur des réacteurs CANDU.
Les éléments combustibles étaient des barres de 3,1 mètres de long, de 31 millimètres de diamètre et pesant 55 kilogrammes, contenant de l’uranium naturel et gainées d’aluminium. Autour de l’élément combustible, se trouvait un tube en aluminium confinant l'eau de refroidissement, dont le débit pouvait atteindre 250 litres par seconde, l'eau provenant de la rivière des Outaouais. Entre le tube de refroidissement et le tube de calandre, un débit d’air de 8 kilogrammes par seconde était maintenu.
Douze des "tubes de calandre" contenaient des barres de contrôle constituées de poudre de carbure de bore à l’intérieur de tubes en acier. Celles-ci pouvaient être relevées ou abaissées pour contrôler la réaction, l'insertion de sept d'entre elles étant suffisante pour absorber suffisamment de neutrons pour qu’aucune réaction en chaîne ne puisse se produire. Les barres étaient maintenues par des électroaimants, de sorte qu’une panne de courant les ferait tomber dans les tubes et mettrait fin à la réaction. Un système pneumatique utilisait la pression de l’air par le haut pour les introduire rapidement dans le cœur du réacteur ou par le bas pour les en sortir lentement. Quatre d’entre elles étaient appelées "banque de sauvegarde", tandis que les huit autres étaient contrôlées par une séquence automatique. Deux boutons poussoirs sur le panneau principal de la salle de contrôle activaient les électroaimants connectant les barres au système pneumatique, et le bouton poussoir provoquant l’insertion pneumatique des barres dans le coeur était situé à quelques mètres de là.

## Histoire

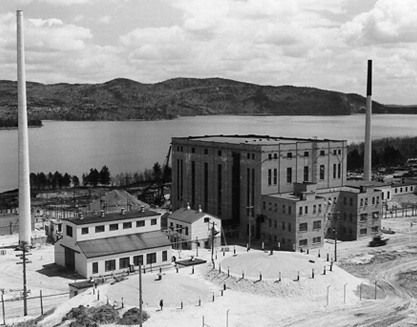
Bâtiments de NRX et de ZEEP.

Le réacteur NRX a été pendant un certain temps le réacteur de recherche le plus puissant au monde, propulsant le Canada à l’avant-garde de la recherche en physique. Issu d’un effort de coopération entre la Grande-Bretagne, les États-Unis et le Canada pendant la Seconde Guerre mondiale, le NRX était un réacteur de recherche polyvalent utilisé pour développer de nouveaux isotopes, tester des matériaux et des combustibles, et produire des faisceaux de rayonnement neutronique, qui est devenu un outil indispensable dans le domaine florissant de la physique de la matière condensée.
La conception physique nucléaire de NRX a émergé du Laboratoire de Montréal du Conseil national de recherches Canada, qui a été créé à l’Université de Montréal pendant la Seconde Guerre mondiale pour engager une équipe de scientifiques canadiens, britanniques et européens dans la recherche top secrète sur les réacteurs à eau lourde. Lorsque la décision a été prise de construire le NRX dans ce qui est maintenant connu sous le nom de laboratoires nucléaires de Chalk River, la conception technique détaillée a été confiée à la société canadienne Defence Industries Limited (en) (DIL), qui a sous-traité la construction à Fraser Brace Ltd.
Aux débuts de la radiothérapie anticancéreuse, le réacteur NRX était la seule source au monde de l’isotope cobalt 60, utilisé pour la première fois pour traiter les tumeurs en 1951.
En 1994, le Dr Bertram Brockhouse a partagé le prix Nobel de physique pour ses travaux dans les années 1950 au NRX, qui ont fait progresser les techniques de détection et d’analyse utilisées dans le domaine de la diffusion de neutrons pour la recherche sur la matière condensée.
Le réacteur CIRUS, basé sur cette conception, a été construit en Inde. Il a finalement été utilisé pour produire du plutonium pour l’essai nucléaire indien de l’opération Bouddha souriant.

## Accident
Le 12 décembre 1952, le réacteur NRX a subi une fusion partielle en raison d’une erreur de l’opérateur et de problèmes mécaniques dans les systèmes d’arrêt. À des fins d’essai, certains des tubes avaient été débranchés du refroidissement par eau à haute pression et reliés par des tuyaux à un système de refroidissement temporaire, et l’un d’entre eux n’était refroidi que par un débit d’air.
Au cours d’un essai à faible puissance, avec un faible débit de liquide de refroidissement à travers le cœur, le superviseur a remarqué que plusieurs barres de commande étaient sorties du cœur et a trouvé un opérateur dans le sous-sol en train d'ouvrir des vannes pneumatiques. Les vannes ouvertes par erreur ont été immédiatement fermées, mais certaines des barres de commande ne sont pas rentrées dans le coeur et sont restées dans des positions presque sorties, mais encore suffisamment basses pour que leurs voyants d’état indiquent qu’elles étaient abaissées. En raison d’une mauvaise communication entre le superviseur et l’opérateur de la salle de contrôle, l'opérateur a enfoncé des boutons erronés lorsque le superviseur a demandé d’abaisser les barres de commande dans le coeur. Au lieu de connecter les barres de commande sorties au système pneumatique, les quatre barres de commande de la "banque de sauvegarde" ont été retirées du cœur. L’opérateur a remarqué que le niveau de puissance augmentait de façon exponentielle, doublant toutes les 2 secondes, et a déclenché le réacteur. Cependant, trois des quatre barres de contrôle n’ont pas été insérées dans le coeur et la quatrième a mis un temps anormalement long, environ 90 secondes, à revenir en arrière, alors que la puissance continuait d’augmenter. Après seulement 10 secondes, 17 MW ont été atteints. L’eau de refroidissement a bouilli dans les tubes reliés au système de refroidissement temporaire, et certains d’entre eux se sont rompus ; le coefficient de vide positif du réacteur a conduit à un taux d’augmentation de puissance encore plus élevé. Environ 14 secondes plus tard, des vannes ont été ouvertes pour évacuer l’eau lourde de la calandre. Comme cela a pris un certain temps, la puissance a augmenté pendant 5 secondes de plus, a culminé à 80 MW, puis a diminué lorsque le niveau du modérateur a diminué et est revenue à zéro 25 secondes plus tard. Pendant ce temps, certains éléments combustibles ont fondu et la calandre a été percée à plusieurs endroits ; de l’hélium s’est échappé et de l’air a été aspiré à l’intérieur. L’hydrogène et d’autres gaz ont évolué par réaction à haute température des métaux avec l’eau de refroidissement, et 3 à 4 minutes plus tard, l’oxyhydrogène a explosé dans la calandre. Au cours de l’incident, certains produits de fission gazeux ont été rejetés dans l’atmosphère et l’eau lourde de la calandre a été contaminée par l’eau de refroidissement et les produits de fission.
Pour évacuer la puissance résiduelle, le système de refroidissement par eau a continué à fonctionner, laissant échapper du liquide de refroidissement contaminé sur le sol. Environ 10 kilocuries (400 TBq) de matières radioactives, contenues dans environ 4500 mètres cubes d’eau, ont été déversées dans le sous-sol du bâtiment du réacteur au cours des jours suivants.
Le nettoyage du site a nécessité plusieurs mois de travaux, en partie effectués par 150 membres de l’US Navy qui s’étaient entraînés dans la région, dont le futur président américain Jimmy Carter. Le cœur et la calandre du réacteur NRX, endommagés au point d’être irréparables, ont été enlevés et enterrés, et un modèle de remplacement amélioré a été installé ; le réacteur remis à neuf a été remis en service deux ans plus tard. Le nettoyage a duré quatorze mois et a impliqué 800 employés de la Commission de l’énergie atomique et des militaires canadiens et américains.
Les leçons tirées de l’accident de 1952 ont fait progresser le domaine de la sûreté des réacteurs de manière significative, et les concepts qu’ils ont mis en évidence (diversité et indépendance des systèmes de sûreté, capacité d’arrêt garantie, efficacité de l’interface homme-machine) sont devenus des principes fondamentaux de la conception des réacteurs. Il s’agissait de la première fusion d’un réacteur nucléaire au monde.